# دونالد رایس
دونالد رایس (انگلیسی: Donald Rice) (زاده ۱۹۳۹) سیاست‌مدار، نظامی بازنشسته و مدیر ارشد اجرایی آمریکایی است، که در حال حاضر به‌عنوان عضو هیئت مدیره شرکت شورون و بانک ولز فارگو فعالیت می‌کند.